# Márk evangéliuma
A Márk evangéliuma az Újszövetség második könyve, a négy kanonikus evangélium egyike. Máté evangéliumával és Lukács evangéliumával együtt az úgynevezett szinoptikus evangéliumok közé tartozik. Ez a legkorábban keletkezett evangélium a négy közül (→ Q-dokumentum), kevéssel i. sz. 70. után jegyezhették le.

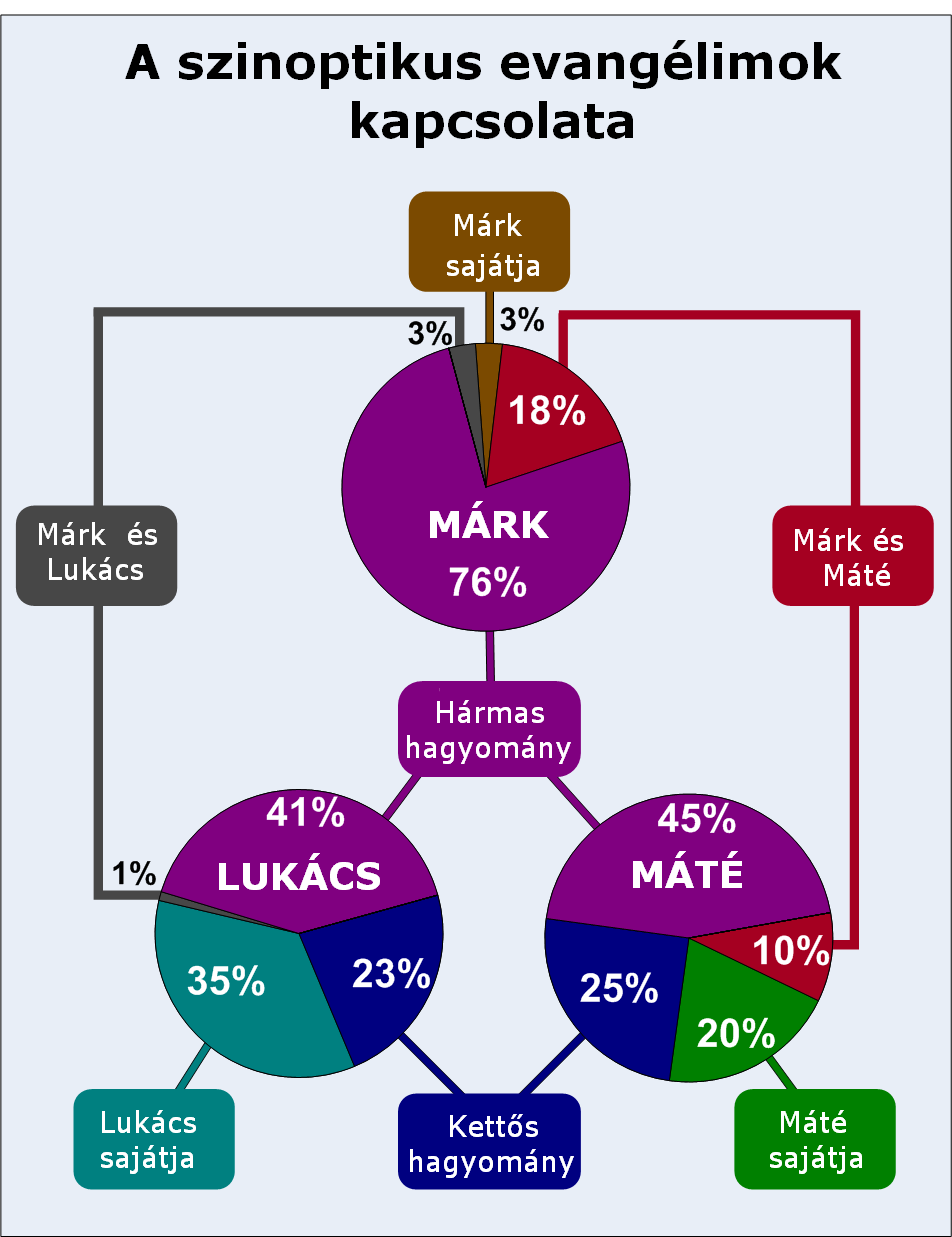

## Szerzője és keletkezése
Az evangélium saját szövege nem nevez meg szerzőt. Az ókeresztény hagyomány a 2. századtól következetesen használja rá az "evangélium Márk szerint" elnevezést, miután Papias a szerzőt Péter apostol Márk nevű tolmácsával azonosította, vagyis szerinte az evangélium Péter elbeszélései alapján készült. Péter első levelében a szerző valóban megnevez egy bizonyos Márkot: "Üdvözöl titeket... Márk, a fiam." (1Pt 5,13) Ezzel szemben több kutató kiemeli, hogy Márk evangéliuma sokkal negatívabb képet fest Péterről, és kevesebb történetet is tartalmaz, amelyeknek Péter a szemtanúja volt, mint bármelyik másik evangélium. 
Az egyházi hagyomány másik azonosítása az író személyére az a "Márknak nevezett János" (vö. ApCsel 15,37), aki az Apostolok cselekedetei könyvben tűnik fel, mint Pál apostol egyik munkatársa az első térítő úton, Cipruson. A kutatók körében ez népszerűbb azonosítás, mivel az evangélium is a páli teológiát követi.[forrás?] Márk evangéliumában sokkal egyértelműbben van jelen Pál hatása, mint Lukácsnál, akit eredetileg Pál társaként azonosítottak.
Az egyházi hagyomány továbbá János Márkot azonosnak tekinti az 1. Péter levél Márkjával, amit lehetetlen kétséget kizáró módon bizonyítani. Mellette szóló érv, hogy az ApCsel leírása szerint (ApCsel 15,37-39) Szent Pál konfliktusba került János Márkkal, akinek ugyanakkor a Péterrel való kapcsolatát is bizonyítja első említése: „[Szent Péter] Máriának, a Márknak is nevezett János anyjának a házához ment, ahol sokan voltak egybegyűlve, és imádkoztak.” (ApCsel 12,12).
A hagyomány szerint a "Márknak nevezett János" 49-ben, a föntebb említett konfliktus után, amikor elszakadt Szent Páltól, Alexandriába utazott, és apostolként megalapította az ottani egyházat. A kopt ortodox egyház, az alexandriai görög ortodox egyház és a kopt katolikus egyház mind ehhez az eredeti közösséghez vezetik vissza eredetüket. Márkot így a kereszténység megalapítójaként tisztelik Afrikában.
Széles körű konszenzus alapján az evangélium 70 körül íródott. Az egyházi hagyomány annyiban támasztja alá ezt a dátumot, hogy Szent Péter igehirdetését az ő vértanúhalála után röviddel volt indokolt írásba foglalni, ami pedig a Néro-féle keresztényüldözés idején következett be (Kr. sz. 64). A modern kutatók körében az erősíti ezt a dátumot, hogy Jézus az evangéliumban megjövendöli a Templom lerombolását (13,2). Ezt ugyanis sok kutató szerint Márk csak akkor merte leírni, amikor az esemény már megtörtént vagy nyilvánvalóan meg fog történni a közeljövőben, vagyis amikor a zsidó-római háború kimenetele már előre látható volt.  Két ellenvetés azonban fölhozható. Egyrészt a Templom pusztulásáról szóló jövendölés egy olyan apokaliptikus kontextusban van, amiben a világ vége szimbólumának is tűnik, másrészt a Mk 13 a passiótörténet része, és sokan fölvetik, hogy a passiótörténetet Márk, mint meglévő írott forrást integrálta a művébe, így az abban megnevezett történelmi utalások aligha irányadóak az evangélium keletkezési idejére nézve. 

## Akikhez íródott
Annyi bizonyos, hogy pogányságból megtért keresztényeknek írták a művet. A könyvben nincsenek olyan utalások a Héber Bibliára, a zsidók szent könyvére, mint Máté evangéliumában. Nincsenek utalások a zsidó szertartásokra sem, a szerző sok helyen meg is magyarázza a zsidó szokásokat. Az is biztos, hogy erős közösségnek írta, hiszen gyorsan elkezdték másolni: forrásává vált a Lukács evangéliumnak, amelyet a páli misszió területén, görög nyelvterületen terjesztettek, és forrásává vált a Máté evangéliumnak is, amely pedig egy szíriai zsidókeresztény közösség irata. Ez a gyors terjedés már önmagában is egy erős közösséget jelez, mint első címzettet. Az evangélium fő témája, hogy bátorítsa, vígaszt nyújtson, tanácsot adjon keresztényeknek a nehéz időkben (13,9-13) és emiatt alakulhatott ki a hagyomány, hogy Rómában készült a város égése és a Nero által elrendelt keresztényüldözések után. Emellett modern érvek is fölhozhatóak: Római eredetre utalhat, hogy a szerző egy főként Itáliában használt pénzérmével hasonlítja össze a szegény asszony két fillérjének az értékét: "És egy szegény özvegy asszony is odajövén, két fillért, azaz egy negyed pénzt vete bele." (Mk 12,42 Károli ford.) 
Ugyanakkor nem ez az egyetlen magyarázat, mert római fizetőeszközt az egész birodalom területén használtak. A keletkezés helyeként felmerült még Antiochia, illetve Syria provincia egyéb városai. Ezt Péter tekintélyének a fontossága sem zárja ki, hiszen Szent Péter a jeruzsálemi őskeresztény közösségnek is vezetője volt. Ezért van, aki amellett érvel, hogy az író Szíriában vagy Palesztinában írta a könyvet egy nem-zsidó keresztény közösségnek.
Nyelve az akkor használatos koiné görög nyelv volt. A birodalom keleti régióinak városaiban a görög volt a legáltalánosabban beszélt nyelv és ez megmagyarázná miért görög nyelvű az evangélium, míg egy római közösségnek készült írás inkább latin nyelvet indokolna. Ezzel szemben azonban azt is föl lehet vetni, hogy a kereszténység egésze is görög nyelvterületről érkezett Rómába, Szent Pál apostol görög nyelven írt levelét a Rómaiakhoz nyelvi nehézségek nélkül értelmezte a római keresztény közösség. A keresztény katakombák legősibb föliratai is görög nyelvűek Rómában, és az eredeti görög nyelvű római liturgia emlékét máig őrzi a "Kyrie eleison - Uram irgalmazz" görög nyelvű könyörgés a latin szentmiseszövegben. 

## Célja
Könyvének első soraiban megírja, hogy Jézus Krisztus örömüzenetét (görögül euangelion, latinul evangelium) szeretné megismertetni olvasóival. Ezt két lépésben teszi: először is minden embert fölszólít arra, hogy "Tartsatok bűnbánatot, és higgyetek az evangéliumban." (vö. Mk 1,15b), majd minden keresztényt fölszólít arra, hogy vegye tudomásul: "hogy az Emberfiának sokat kell szenvednie. El kell, hogy vessék a vének, a főpapok és az írástudók, meg kell, hogy öljék, és három nap múlva föl kell támadnia." (vö. Mk 8,31b) Ez utóbbinak következménye nyilván, hogy a Krisztus hitére megtérő keresztények sem kerülik el a szenvedést, sőt, Krisztus követése miatt külön is üldöztetésekre számíthatnak.
Az evangélium második felében Péter apostol példáján mutatja be a szerző, miért nehéz és miért fontos ezt elfogadni. Péter kvázi az első keresztény, ő ismeri föl Jézusban a Messiást, és rögtön el is bukik, amikor Jézus ennek hatására kezd a saját szenvedéséről beszélni (vö. Mk 8,27-33).
Érdemes megfigyelni, hogy Márk ennek a kétlépéses teológiai célnak rendeli alá a Jézus-életrajzot. Márknál Jézus Galileában tesz csodákat, ott bizonyítja, hogy ő a Messiás, majd egyszer megy föl Jeruzsálembe, ahol beteljesíti a messiási szenvedést, halált és föltámadást. A János-evangélium szerint Jézus rendszeresen mozgott Galilea és Jeruzsálem között, a tényleges történéseknek inkább ez felelhetett meg.

## Tartalom
Többféleképpen fel lehetne osztani az evangéliumot, mi most egy lehetséges variációt adunk erre:
- "Kezdődik" (1,1-45)

Márk "in medias res" kezdi evangéliumát, egyből Jézus felnőtt korával, megkeresztelkedésével (Keresztelő Szent János), megkísértésével, és működésének előzményeivel foglalkozik.
- Jézus konfliktusa (2,1-3,6)

Jézus csodákat művel, tanít, és mindenkivel összetűzésbe kerül, akivel találkozik…a családjával, a földijeivel, a nép vezetőivel.
- Elmélkedés a tanítványi mivolt jelentéséről (3,7-35)

Jézus elhívja tanítványait, és felkészíti őket küldetésükre, mely nem csak jót, hanem néha nagy veszélyeket is tartogat számukra. Majd ezután bebizonyítja a főpapoknak isteni hatalmát.
- Isten Országának titkai; Jézus hatalma (4,1-35)

Jézus példabeszédein keresztül bemutatja, és közelebb hozza az emberek számára Isten országát, majd a vihar lecsendesítésén keresztül bemutatja a tanítványoknak, hogy mindig teljes hittel kell állni a gondok elé.
- A csodák folytatódnak (5,1-43)

Jézus újabb csodái ismételten bizonyítják, hogy Istentől jött, és Tőle kapta a hatalmat. A gerazai megszállott, Jairus lánya, és a vérfolyásos asszony kap egy új esélyt és hitet az Élet Urától.
- Kenyérről és vakságról (6,1-8,26)

Jézust elutasítják Názáretben, így tulajdonképpen a zsidó nép utasítja el Messiását. Ezután a föníciai asszony lányának gyógyulása ébreszti rá Jézust, hogy ő minden ember megváltására küldetett. Eközben az apostolok missziója, csodatételek, Keresztelő János halála és a kenyérszaporítás is továbberősíti az asztalközösséget.
- Jézus sorsa világossá válik (8,27-10,52)

Jézus egyre közelebb kerül célja felé, de újra jeleket mutat, hogy tanítványai is higgyenek benne. Kinyilatkoztatja magát Mózes és Illés társaságában, majd a hitetlen nép előtt mutat csodát, buzdítja tanítványait a követésre, leszereli a farizeusokat a házasság kérdésében, hívja a gazdag ifjút és meggyógyítja a vakot, aki ezentúl már a hittel lát.
- Jeruzsálemben (11,1-13,37)

Jézus utolsó útja Jeruzsálembe vezet, mert tudja, hogy innen már nincs számára visszaút. Bevonul a Városba, megtisztítja a Szentélyt, vitázik a zsidó főpapokkal az adószedés és a feltámadás kérdésében, leleplezi gonoszságaikat a szőlőművesek példáján keresztül, a szegény özvegy példája megmutatja a főpapoknak az igaz hitet, majd az eszkatologikus beszéd felvillantja előttünk a jövő nagy problémáit.
- Az Emberfiát megölik és harmadnapra feltámad (14,1-16,8)

A célegyenesbe érkezett Jézus küldetése. Az ismeretlen asszony előkészíti szimbolikusan Jézus testét a temetésére (megkenés), Jézus pedig maga is felkészül saját pászkájára, ahol bevezeti az apostolokat az Eucharisztia szentségébe. Utána történik az elfogatás, és a zsidó főtanács "hivatalos" gyűlése, ahol véglegesen elutasítják, mint Messiást (Péter tagadása is ezt jelenti), és kiadják Jézust a római hatóságnak. Pilátus kihallgatja, nem talál bűnt benne, mégis halálra adja a "zsidók királyát", akit "megöltek - kitaszítván a szőlőn kívülre". A kereszt tövében jönnek rá, hogy azt, akit ők megfeszítettek halálakor Isten, mint Fiát gyászolta meg, és az is fontos, hogy először egy pogány ismeri fel ezt a tényt. Jézus temetése csendben és gyorsan történik, de azzal, hogy a helytartó segédkezet nyújt, azt a hitet látjuk, melyet a pogányok is megtapasztaltak. Harmadnapra újra felvillan a fény, mely a nagypénteki tragédia csúcspontján kialudt, és az angyal mutatja az utat: "Nincs itt, feltámadt".
- Az evangélium "másik három befejezése" (16,9-20)

A régebbi kéziratok a 16, 8-cal zárulnak le. Az első kiegészítő befejezés, az úgynevezett hosszabb befejezés (9-20. v.), jeleneteiben a feltámadt Jézus megjelenik Mária Magdolnának és a tanítványoknak. Ezek a látomások azt a célt szolgálták, hogy példájuk nyomán a korai hittérítő egyház "menjen el az egész világra, és hirdesse az evangéliumot minden teremtménynek" (15. v.). Az egyház hittérítőinek nem volt mitől félniük, mert az Úr, aki fölment a mennybe (19. v.), velük volt amikor az igét hirdették (20. v.) és tanításukat védelmének és hatalmának különös jeleivel igazolta (17-18. v.). A figyelmes olvasók bizonyára észrevesznek néhány olyan témát, amelyek nem hasonlítanak az evangéliumban eddig előforduló egyik témához sem. Ezekben felismerhetik a többi evangélium ismert jeleneteinek visszhangját, amelyeket Márk hirtelen befejezésének kikerekítésére gyűjtöttek össze (például Mária Magdolna egyedül János evangéliumában találkozik Jézussal, 20,11-18; Jézus megjelenése a két tanítványnak az emmauszi jelenésre emlékeztet Lukácsnál, 24,13-35; és a megbízás, "menjetek el az egész világra és hirdessétek az evangéliumot" hasonlóan hangzik, mint Máté evangéliumának befejezése, 28,16-20).
Az úgynevezett rövidebb befejezés, közvetlenül a 16,8 vers után olvasva, újabb próbálkozás a korai egyház részéről, hogy simábban fejezzék be Márk evangéliumát. Ellenkezőjére fordítja az asszonyok félelmét és hallgatását a sírnál és bemutatja, miként terjedt el a feltámadás híre "Péter és tanítványai" által.
A Freer Glossza, amelyet Washington D.C.-ben, a Freer Galleryben őriznek, egy ötödik századi hozzáadás a Hosszabb Befejezéshez. A 14. és a 15. v. közé beszúrva, mintegy mentségként szolgál a tanítványok "hitetlenségére és keményszívűségére", melyeket a 16,14 vers említ.

## Lásd még
- evangélium
- Újszövetség
- Biblia

## Külső hivatkozások
- Márk evangéliuma – teljes szöveg, vmek.oszk.hu
- Márk evangéliuma – teljes szöveg, többféle fordításban (Biblia fordítások - Károli Biblia), immanuel.hu/biblia/biblia.php